# Monte Pecoraro
A Monte Pecoraro (calabriai dialektusban Picuraru) a Serre Calabresi 1423 méteres legmagasabb csúcsa. Mongiana község területén fekszik. Lejtőjéről ered az Ancinale folyó.